# Alophoixus tephrogenys
Alophoixus tephrogenys — вид горобцеподібних птахів родини бюльбюлевих (Pycnonotidae). Мешкає в Південно-Східній Азії. Раніше вважався підвидом сірощокого бюльбюля-бороданя.

## Підвиди
Виділяють два підвиди:
- A. t. tephrogenys (Jardine & Selby, 1833) — Малайський півострів, східна Суматра;
- A. t. gutturalis (Bonaparte, 1850) — Калімантан.

## Поширення і екологія
Alophoixus tephrogenys поширені в М'янмі, Таїланді, Малайзії, Індонезії і Брунеї Живуть в рівнинних, гірських і заболочених тропічних лісах та на плантаціях. Зустрічаються на висоті до 1150 м над рівнем моря.